# إدوارد جي. كوغلين
إدوارد جي. كوغلين هو سياسي أمريكي، ولد في 25 يوليو 1885، وتوفي في 10 أكتوبر 1945. نشط حزبياً في الحزب الديمقراطي. وقد انتخب عضو جمعية ولاية نيويورك ‏ وانتخب عضو مجلس ولاية نيويورك ‏.